# Vibrissina debilitata
Vibrissina debilitata är en tvåvingeart som först beskrevs av Pandelle 1896.  Vibrissina debilitata ingår i släktet Vibrissina och familjen parasitflugor. Inga underarter finns listade i Catalogue of Life.